# Summer World University Games 2025/Teilnehmer (Slowakei)
| Gelbes Symbol für Goldmedaillen mit stilisierten Olympischen Ringen | Graues Symbol für Silbermedaillen mit stilisierten Olympischen Ringen | Braundes Symbol für Bronzemedaillen mit stilisierten Olympischen Ringen |
| ------------------------------------------------------------------- | --------------------------------------------------------------------- | ----------------------------------------------------------------------- |
| 21                                                                  | 9                                                                     | 27                                                                      |

Slowakei nahm an den Summer World University Games 2025 vom 16. bis zum 27. Juli mit 61 Athleten (31 Männer und 30 Frauen) teil.

## Medaillen

### Medaillenspiegel
| Rang   | Sportart       | Gold | Silber | Bronze | Gesamt |
| ------ | -------------- | ---- | ------ | ------ | ------ |
| 1      | Tennis         | 1    | 1      | –      | 2      |
| 2      | Leichtathletik | –    | –      | 1      | 1      |
| Gesamt | Gesamt         | 21   | 9      | 27     | 57     |

### Medaillengewinner
| Name/n         | Sportart       | Wettkampf        |
| -------------- | -------------- | ---------------- |
| Gold           |                |                  |
| Eszter Méri    | Tennis         | Dameneinzel      |
| Silber         |                |                  |
| Slowakei       | Tennis         | Damen Mannschaft |
| Bronze         |                |                  |
| Patrik Dömötör | Leichtathletik | 400 m Hürden     |

## Teilnehmer nach Sportarten

### Badminton
| Männer - Richard Pavlík - Simeon Suchý - Sebastián Kadlec | Frauen - Olívia Kadlecová - Natália Tomčová |

### Beachvolleyball
| Männer - Dominik Jančok / Adrian Petruf |

### Bogenschießen
| Männer - Daniel Medveczky | Frauen - Denisa Baránková - Elena Bendíková - Kristína Drusková |

### Fechten
| Männer - Zoltán Sármány - Leopold Kuchta - Árpád Fazekas | Frauen - Gaia Cantucci |

### Judo
| Männer - Martin Turanský - Timur Hrnčiar - Denis Škultéty - Timotej Štefánik | Frauen - Lenka Tománková |

### Leichtathletik
| Männer - Jakub Nemec - Filip Federič - Tomáš Grajcarík - Patrik Dömötör - Matúš Blsták - Adam Antalec | Frauen - Delia Farajpour - Viktória Strýcková - Tereza Čorejová - Lenka Kovačovicová - Hana Burzalová - Rebecca Slezáková - Agáta Cellerová - Michaela Comová - Monika Marjová - Natália Váleková |

### Rudern
| Männer - Jakub Herhonek (Einer) | Frauen - Anastasia Iakovlev (Einer) - Viktória Zruttová (Doppelzweier) - Anna Kublová (Doppelzweier) |

### Schwimmen
| Männer - Oliver Gray - Radoslav Polčič - Phillip Osadský - Ondrej Duša - Jakub Poliačik | Frauen - Zora Ripková - Nina Vadovicová - Sabína Kupcová - Laura Benková |

### Taekwondo
| Männer - Matej Horváth |

### Tennis
| Männer - Peter Naď - Benjamin Privara | Frauen - Martina Marušinová - Eszter Méri |

### Tischtennis
| Männer - Jakub Goldír - Jakub Zelinka | Frauen - Natalia Grigelová - Ema Labošová - Adriana Illášová |

### Turnen

#### Gerätturnen
| Männer - Matej Nemčovič | Frauen - Sára Surmanová |